# Onthophagus senescens
Onthophagus senescens là một loài bọ cánh cứng trong họ Bọ hung (Scarabaeidae).